# Perruel
Perruel – miejscowość i gmina we Francji, w regionie Normandia, w departamencie Eure.
Według danych na rok 1990 gminę zamieszkiwało 355 osób, a gęstość zaludnienia wynosiła 66 osób/km² (wśród 1421 gmin Górnej Normandii Perruel plasuje się na 567 miejscu pod względem liczby ludności, natomiast pod względem powierzchni na miejscu 658).